# Hartford City
|  | Per a altres significats, vegeu «Hartford City (Indiana)». |

Hartford City, o també simplement Hartford, és una població al comtat de Mason a l'estat de Virgínia de l'Oest. Segons el cens del 2000 tenia 519 habitants.
Hartford es troba en una porció de la terra que fou propietat del coronel Andrew Waggener, a qui el 1772 el rei Jordi III del Regne Unit li va donar 4.000 acres (16 km²) pels seus serveis a la Guerra franco-índia. El 1853 s'establí com a poble (town) i aquell mateix any s'hi establí una mina de carbó. L'extracció de sal va començar el 1856, per capitalistes de Connecticut anomenats Morgan Buckley i William Healey, que van batejar la ciutat per Hartford (Connecticut), la capital de l'estat de Connecticut. La primera oficina de correus es va obrir el 1858 i la comunitat es va incorporar el 1868.

## Demografia
Segons el cens del 2000, Hartford City tenia 519 habitants, 216 habitatges, i 150 famílies. La densitat de població era de 160,3 habitants per km².
Dels 216 habitatges en un 31,5% hi vivien nens de menys de 18 anys, en un 52,8% hi vivien parelles casades, en un 11,1% dones solteres, i en un 30,1% no eren unitats familiars. En el 26,9% dels habitatges hi vivien persones soles l'11,6% de les quals corresponia a persones de 65 anys o més que vivien soles. El nombre mitjà de persones vivint en cada habitatge era de 2,4 i el nombre mitjà de persones que vivien en cada família era de 2,93.
Per edats la població es repartia de la següent manera: un 24,1% tenia menys de 18 anys, un 6,7% entre 18 i 24, un 30,3% entre 25 i 44, un 25,4% de 45 a 60 i un 13,5% 65 anys o més.
L'edat mediana era de 38 anys. Per cada 100 dones de 18 o més anys hi havia 95 homes.
La renda mediana per habitatge era de 24.219 $ i la renda mediana per família de 31.528 $. Els homes tenien una renda mediana de 25.469 $ mentre que les dones 16.406 $. La renda per capita de la població era d'11.661 $. Entorn del 14,3% de les famílies i el 16,9% de la població estaven per davall del llindar de pobresa.

## Poblacions més properes
El següent diagrama mostra les poblacions més properes.